# (15510) Phoeberounds
(15510) Phoeberounds ist ein Hauptgürtelasteroid.
Er wurde am 4. Oktober 1999 von der LINEAR in Socorro entdeckt.
Der Asteroid ist nach Phoebe Robeson Rounds (* 1985) benannt, einer Finalistin des Intel Science Talent Search 2003, einem Forschungswettbewerb für ältere Oberschüler.